# Альянц-Арена
Алья́нц Аре́на (нім. Allianz Arena) — стадіон у північній частині міста Мюнхен, домашня арена футбольних клубів «Баварія» (Мюнхен) та «Мюнхен 1860». Названий на честь німецької корпорації Allianz.
Загальна місткість стадіону — 69 901 місце, у тому числі 66 000 сидячих місць.
Стадіон зведений 2005 року за проєктом архітекторської компанії «Герцог і де Мойрон» (нім. Herzog & de Meuron Architekten). Вартість будівництва склала 340 млн. євро.
Форма стадіону за зовнішнім виглядом нагадує надувний човен, стінки якого складаються з прозорих ромбів.
Компанія «OSRAM» (підрозділ Siemens AG) та «Siteco Beleuchtungstechnik GmbH» обладнали споруду унікальною системою освітлення. Так, коли на стадіоні грає «Баварія» — прозорі ромби світяться червоним, а коли на полі гравці ФК «Мюнхен 1860», зовнішні ромби сяють синім кольором. Ще одна опція — ромби білого кольору — передбачена у випадку гри на стадіоні Національної збірної Німеччини з футболу.

## Матчі міжнародних турнірів

### Чемпіонат світу з футболу 2006
На футбольній арені проводились такі матчі Чемпіонату світу з футболу 2006:
| Дата           | Час   | Команда 1   | Рахунок | Команда 2            | Раунд                    | Глядачів |
| -------------- | ----- | ----------- | ------- | -------------------- | ------------------------ | -------- |
| 9 червня 2006  | 18:00 | Німеччина   | 4:2     | Коста-Рика           | Група A (матч-відкриття) | 64 950   |
| 14 червня 2006 | 18:00 | Туніс       | 2:2     | Саудівська Аравія    | Група H                  | 66 000   |
| 18 червня 2006 | 18:00 | Бразилія    | 2:0     | Австралія            | Група F                  | 66 000   |
| 21 червня 2006 | 21:00 | Кот-д'Івуар | 3:2     | Сербія та Чорногорія | Група C                  | 66 000   |
| 24 червня 2006 | 17:00 | Німеччина   | 2:0     | Швеція               | 1/8 фіналу               | 66 000   |
| 5 липня 2006   | 21:00 | Португалія  | 0:1     | Франція              | Півфінал                 | 66 000   |

### Євро-2020
| Дата           | Час   | Команда 1  | Результат | Команда 2 | Раунд       | Глядачів |
| -------------- | ----- | ---------- | --------- | --------- | ----------- | -------- |
| 15 червня 2021 | 21:00 | Франція    | 1–0       | Німеччина | Група F     | 12 000   |
| 19 червня 2021 | 18:00 | Португалія | 2–4       | Німеччина | Група F     | 12 926   |
| 23 червня 2021 | 21:00 | Німеччина  | 2–2       | Угорщина  | Група F     | 12 413   |
| 2 липня 2021   | 21:00 | Бельгія    | 1–2       | Італія    | Чвертьфінал | 12 984   |

### Євро-2024
| Дата           | Час   | Команда 1 | Результат | Команда 2  | Раунд                    | Глядачів |
| -------------- | ----- | --------- | --------- | ---------- | ------------------------ | -------- |
| 14 червня 2024 | 21:00 | Німеччина | 5–1       | Шотландія  | Група А (стартовий матч) | 65 052   |
| 17 червня 2024 | 15:00 | Румунія   | 3–0       | Україна    | Група E                  | 61 591   |
| 20 червня 2024 | 15:00 | Словенія  | 1–1       | Сербія     | Група С                  | 63 028   |
| 25 червня 2024 | 21:00 | Данія     | 0–0       | Сербія     | Група С                  | 64 288   |
| 2 липня 2024   | 18:00 | Румунія   | 0–3       | Нідерланди | 1/8 фіналу               | 65 012   |
| 7 липня 2024   | 21:00 | Іспанія   | 2–1       | Франція    | Півфінал                 | 62 042   |

### Клубні турніри
Стадіон вперше прийняв фінал клубного міжнародного турніру в 2012 році, коли на стадіоні відбувся Фінал Ліги чемпіонів УЄФА 2012.
У вересні 2019 року УЄФА оголосила про те, що фінал Ліги чемпіонів 2022 року мав відбутися на стадіоні «Альянц-Арена». Надалі дату фінального матчу на стадіоні перенесли спершу на 2023, а згодом на 2025 рік.

## Галерея

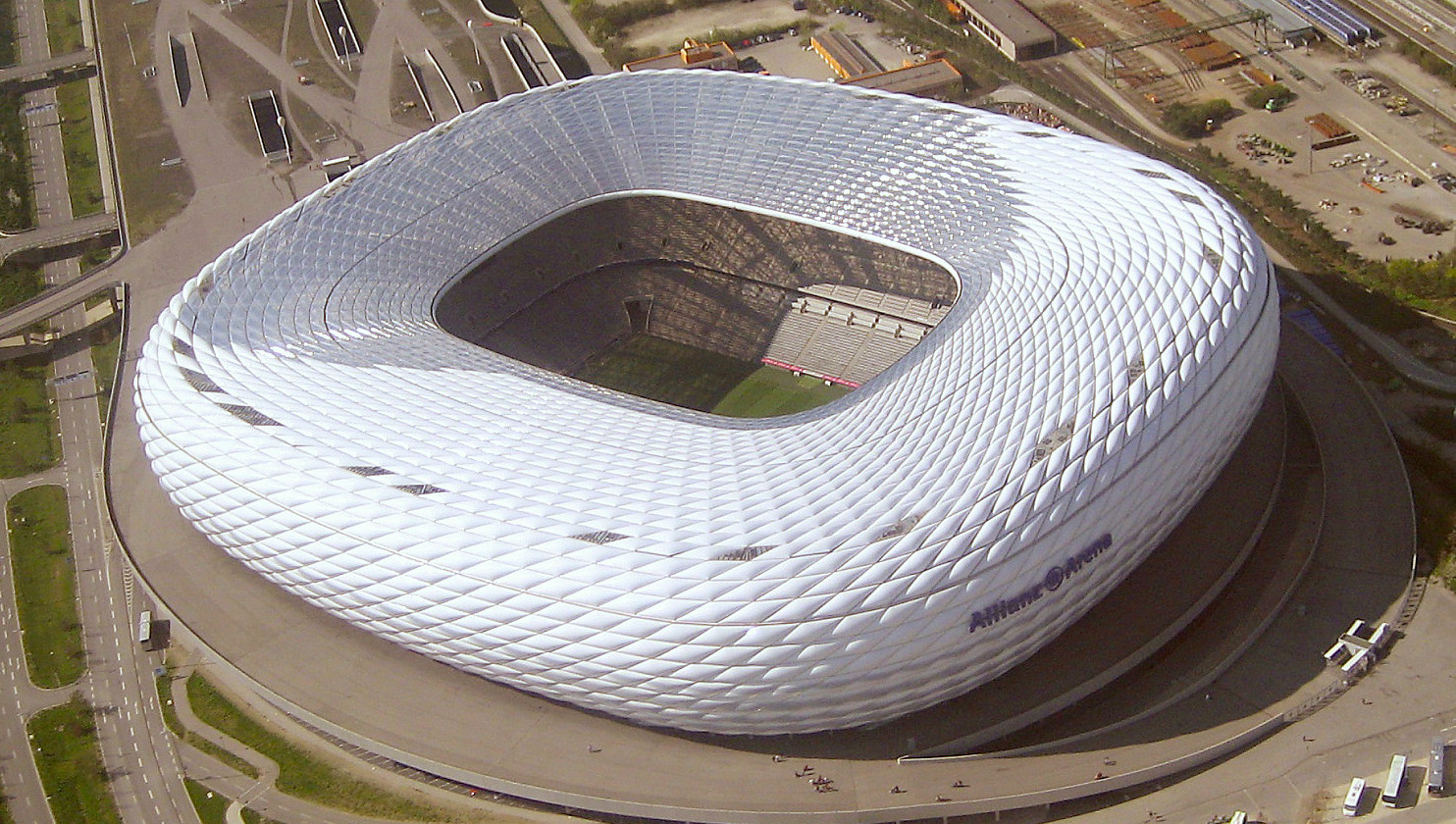
Фото з повітря
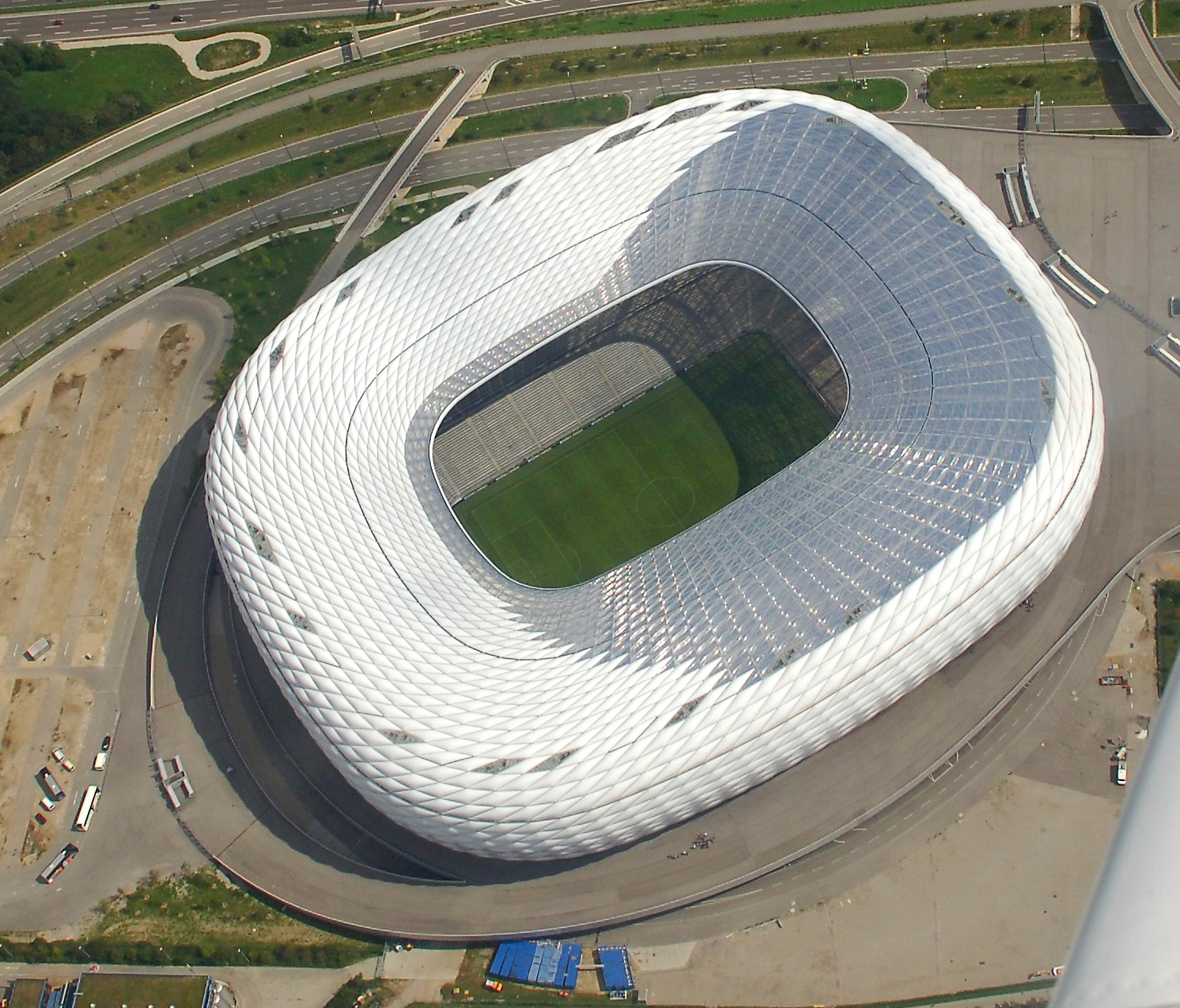
Фото з повітря
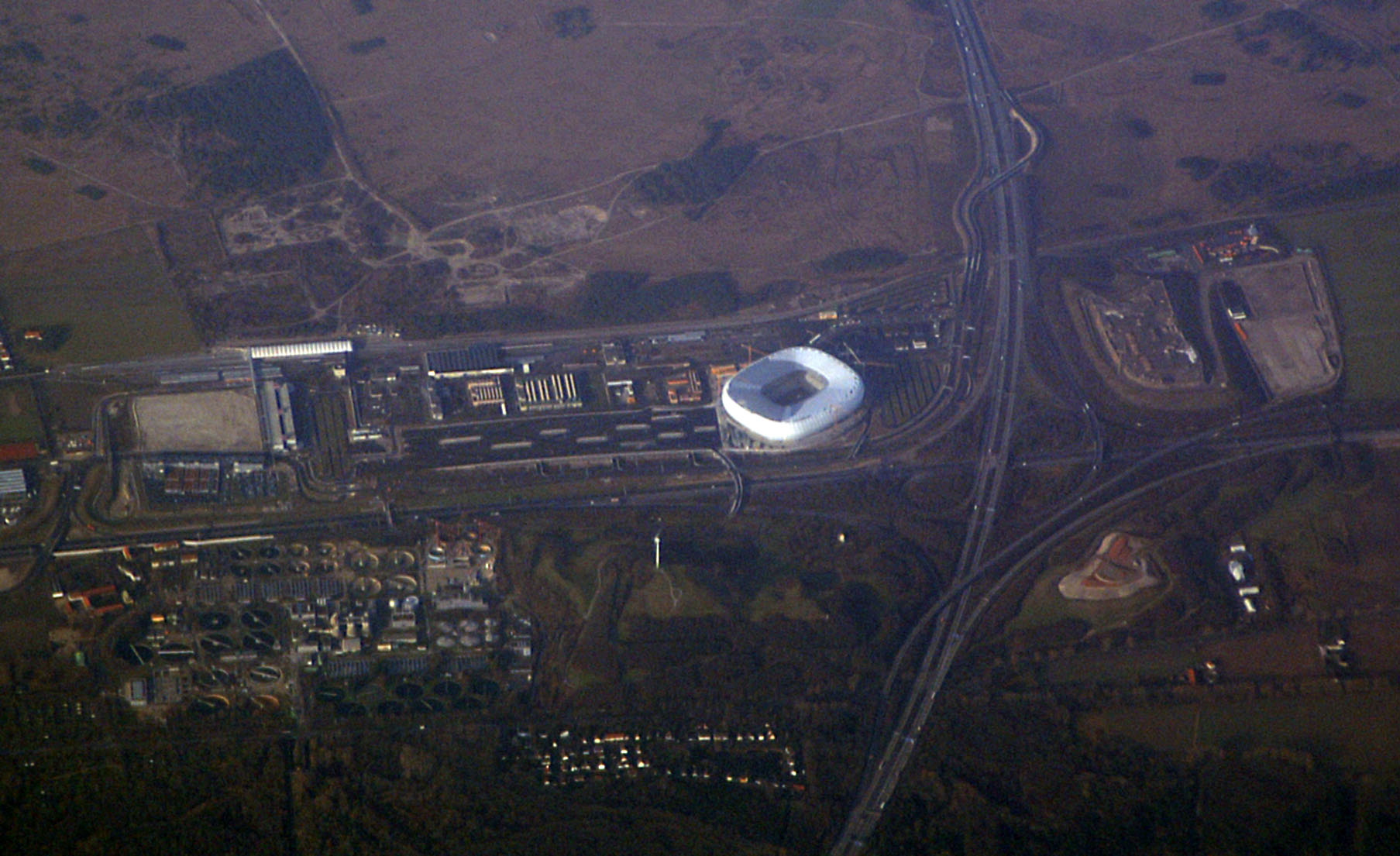
Фото з повітря
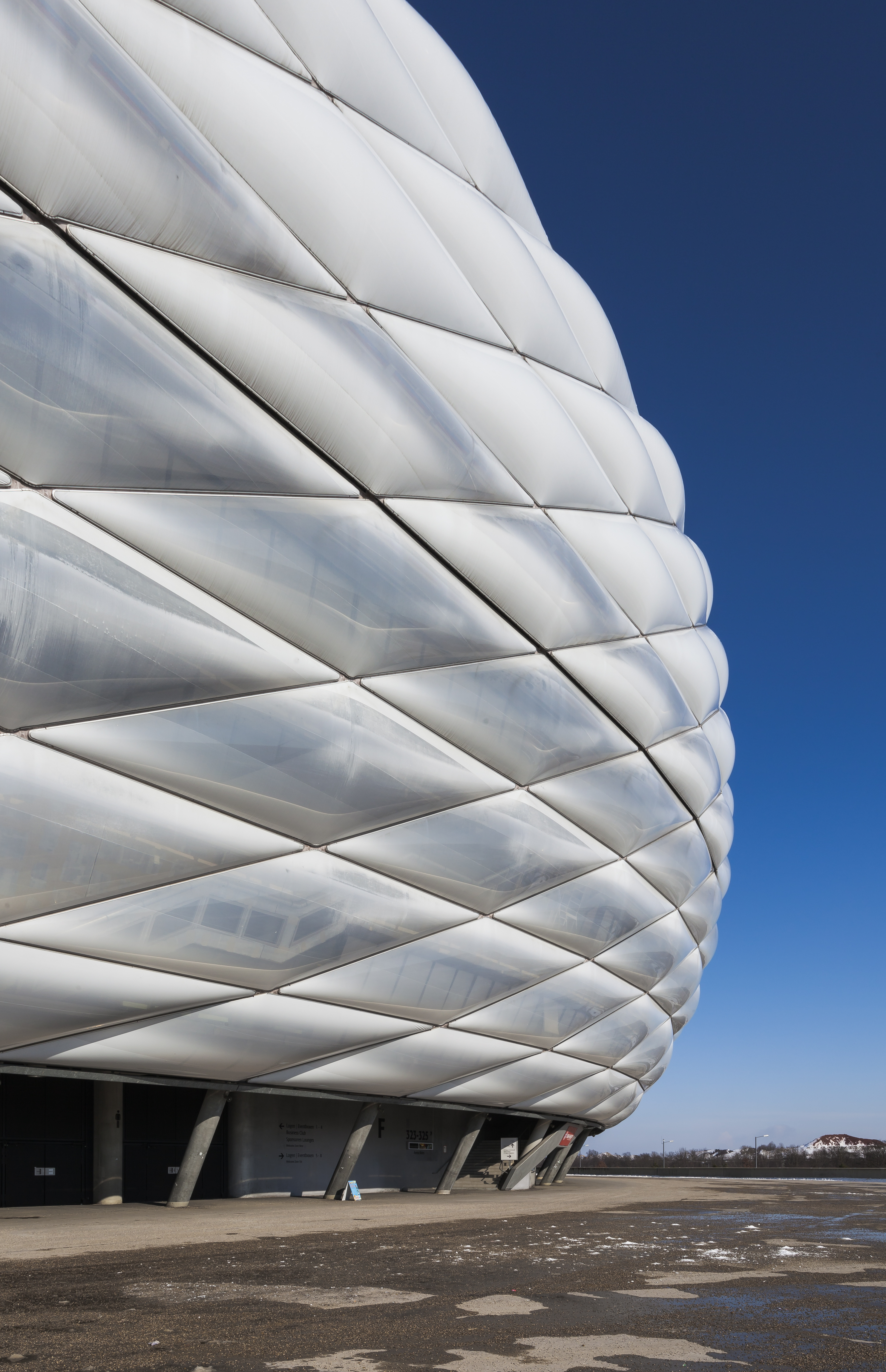
Один з ракурсів зовнішнього вигляду
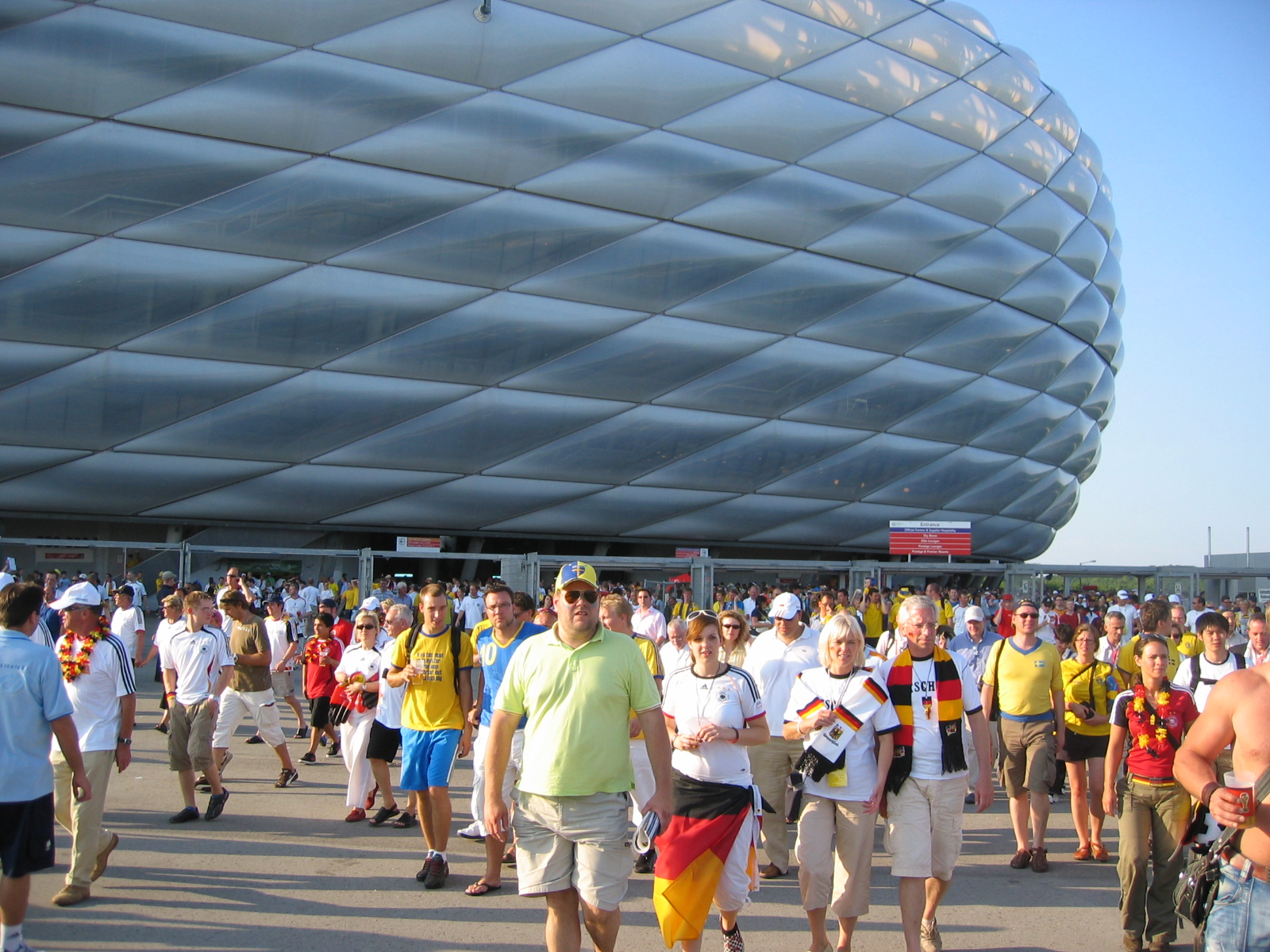
Вигляд зовні після матчу GER  х  SWE
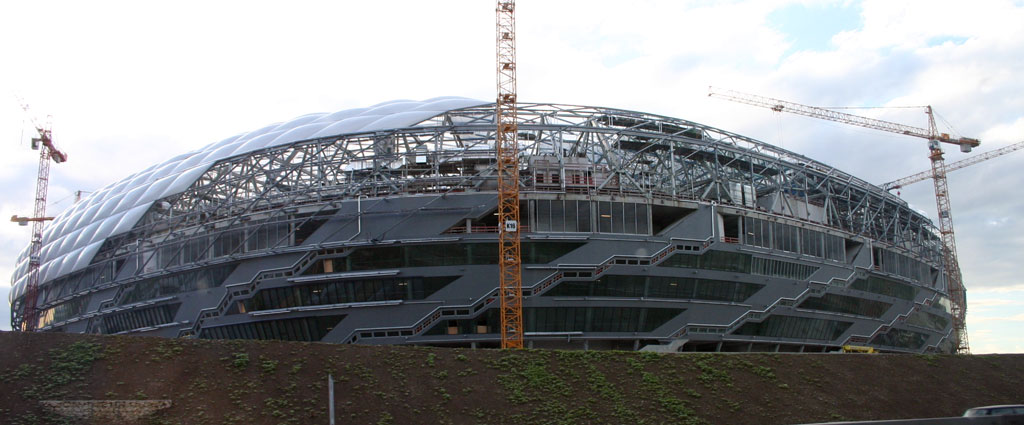
Під час будівництва
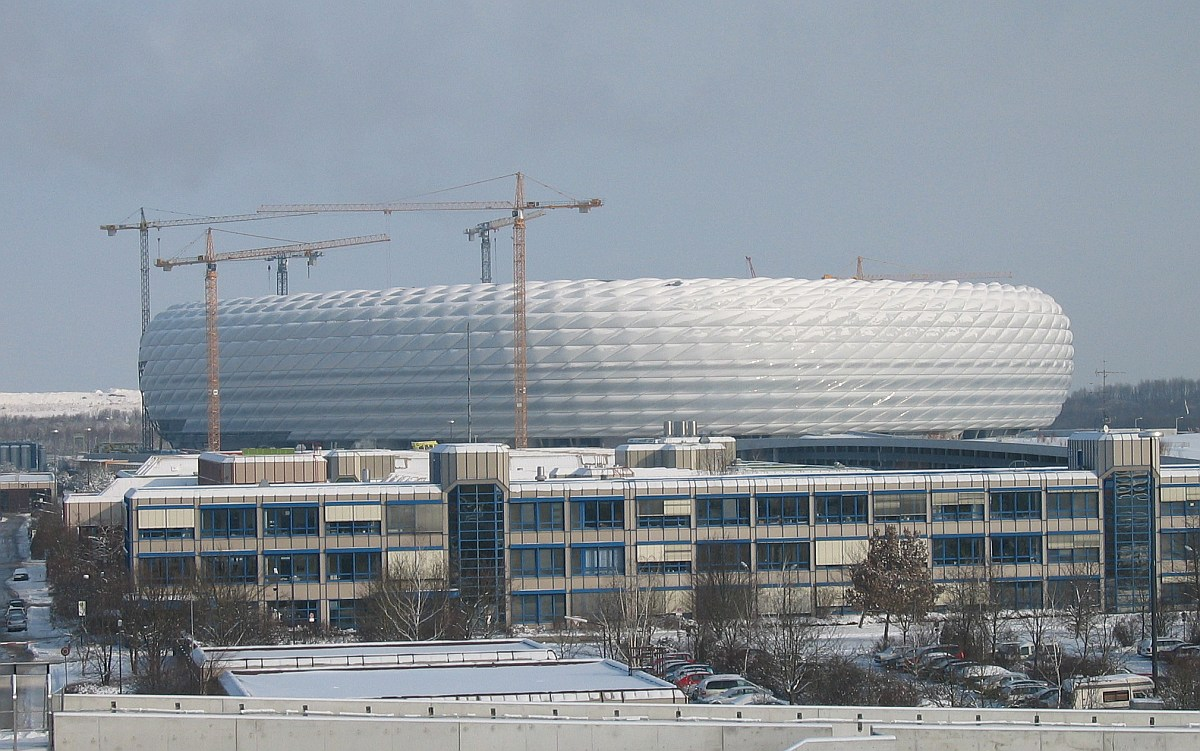
Під час будівництва
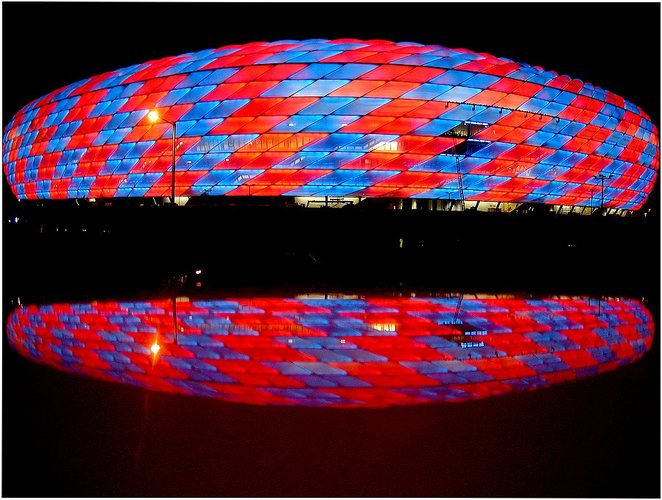
Святкова підсвітка, зокрема у день відкриття
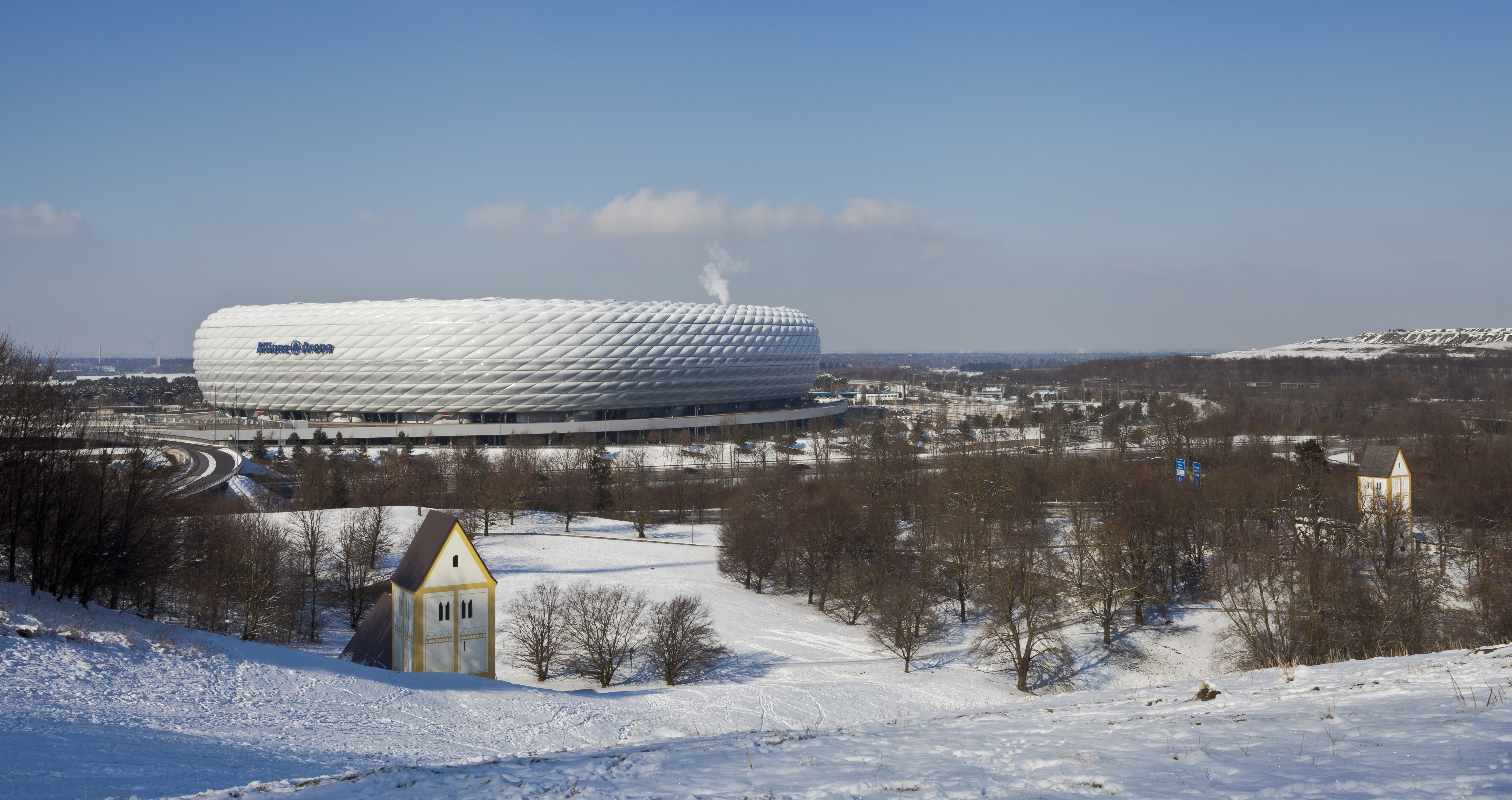
Взимку
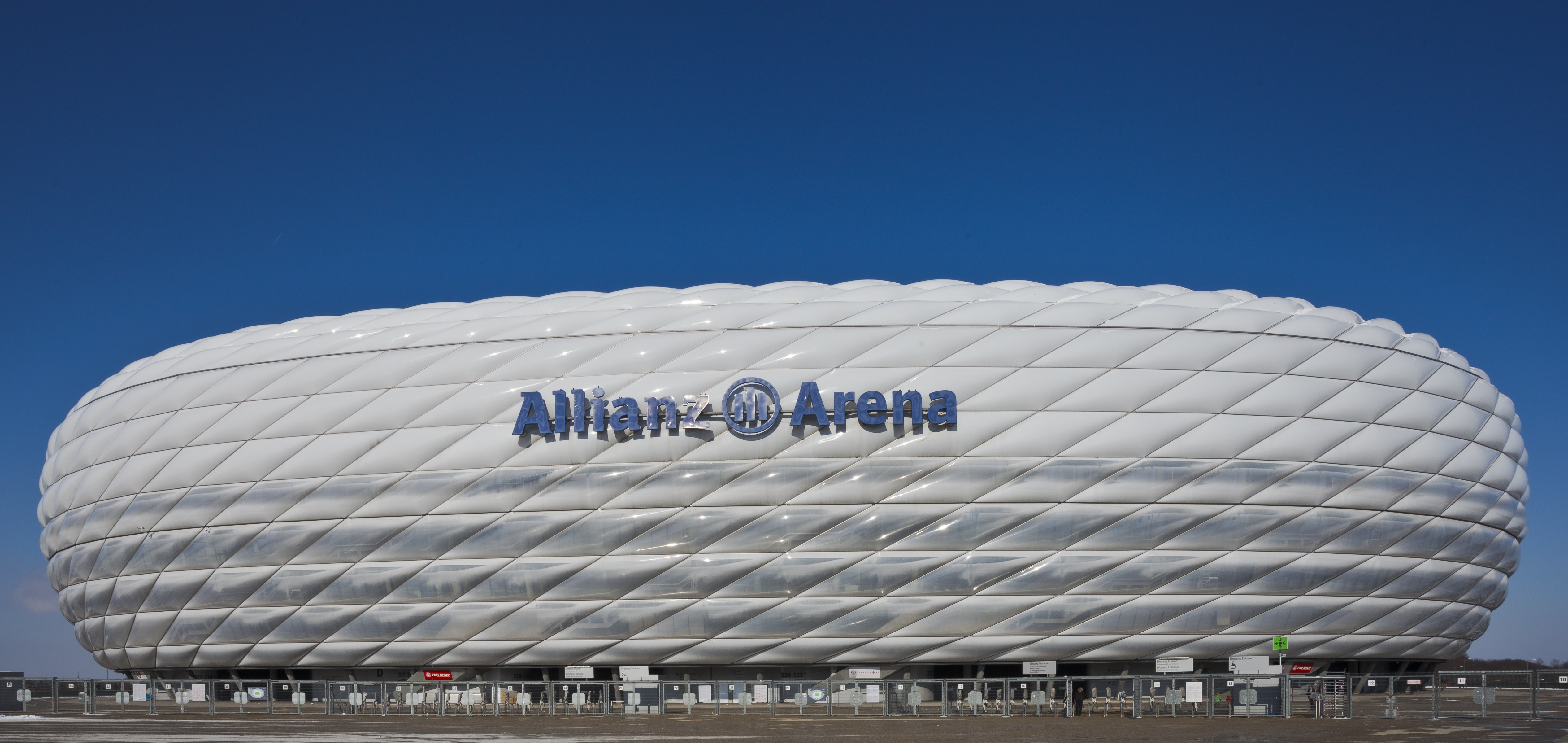
вид спереду